# Motoyama
Motoyama (本山町, Motoyama-chō) est un bourg du district de Nagaoka, dans la préfecture de Kōchi, au Japon.
Au 1er mai 2015, la population s'élevait à 3 769 habitants répartis sur une superficie de 134,22 km2.